# Colin Baker (Fußballspieler)
Colin Walter Baker (* 18. Dezember 1934 in Cardiff; † 11. April 2021) war ein walisischer Fußballspieler. Er nahm mit der walisischen Nationalmannschaft an der Weltmeisterschaft 1958 in Schweden teil.

## Karriere

### Verein
Baker, der ursprünglich Rugby spielte, kam 1951 zu Cardiff City, wo er 1953 in die erste Mannschaft aufrückte. Er spielte dort bis zu seinem Karriereende 1966 in der englischen First und Second Division. Sein erstes Spiel als Profi absolvierte er am letzten Spieltag der Saison 1953/54 beim 2:2 gegen Sheffield Wednesday. Mit Cardiff gewann er viermal den walisischen Pokal. Insgesamt bestritt er 298 Ligaspiele für seinen Klub, in denen er 18 Tore erzielte.

### Nationalmannschaft
Baker, der zuvor nur ein U23-Länderspiel bestritten hatte, wurde anlässlich der Weltmeisterschaft 1958 in Schweden von Teammanager Jimmy Murphy in den walisischen Kader berufen. Er kam während des Turniers im zweiten Gruppenspiel gegen Mexiko zum Einsatz.
Sein letztes von insgesamt sieben Länderspielen für Wales, in denen er ohne Torerfolg blieb, bestritt Baker am 8. November 1961 beim 0:2 gegen Schottland im Spiel um die British Home Championship 1962.

## Erfolge
- Walisischer Pokalsieger: 1956, 1959, 1964, 1965